# 奧斯泰爾河

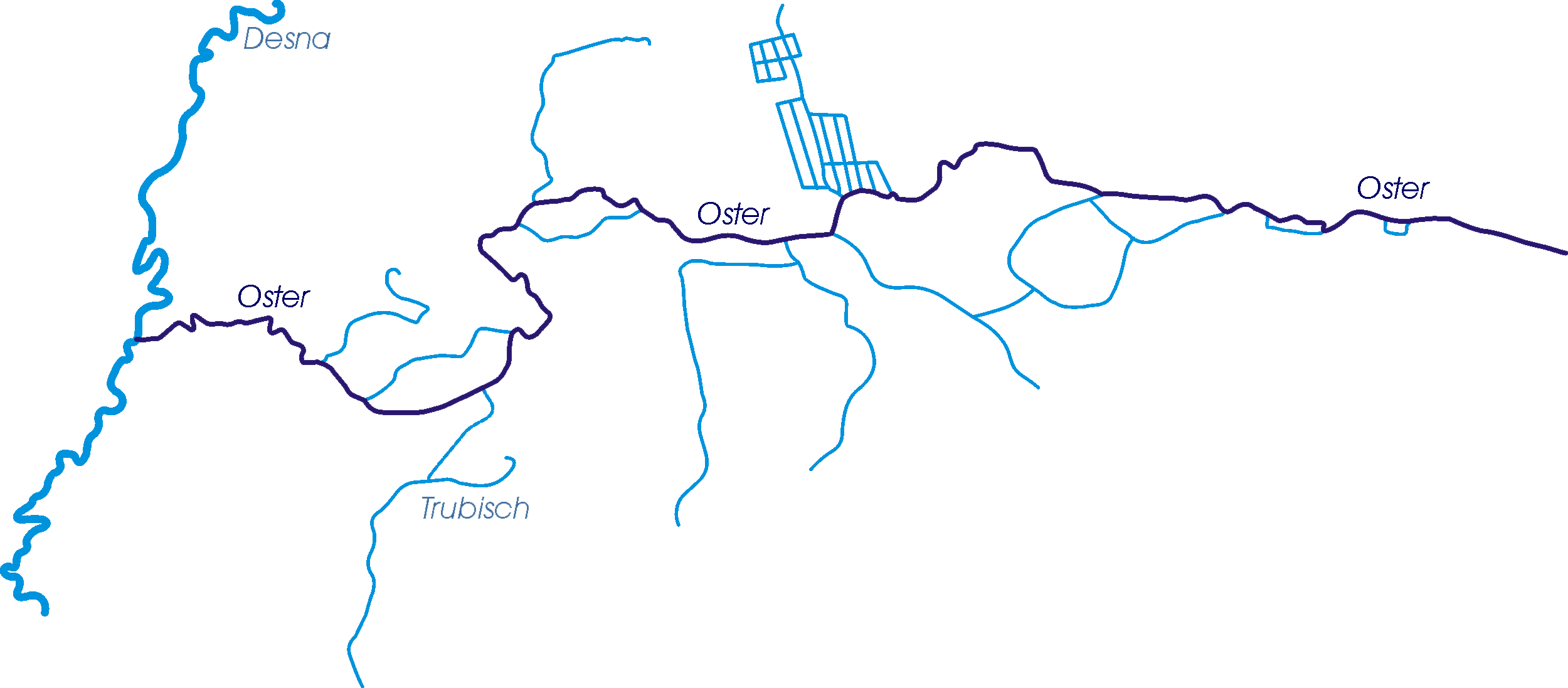
奧斯泰爾河流域簡圖

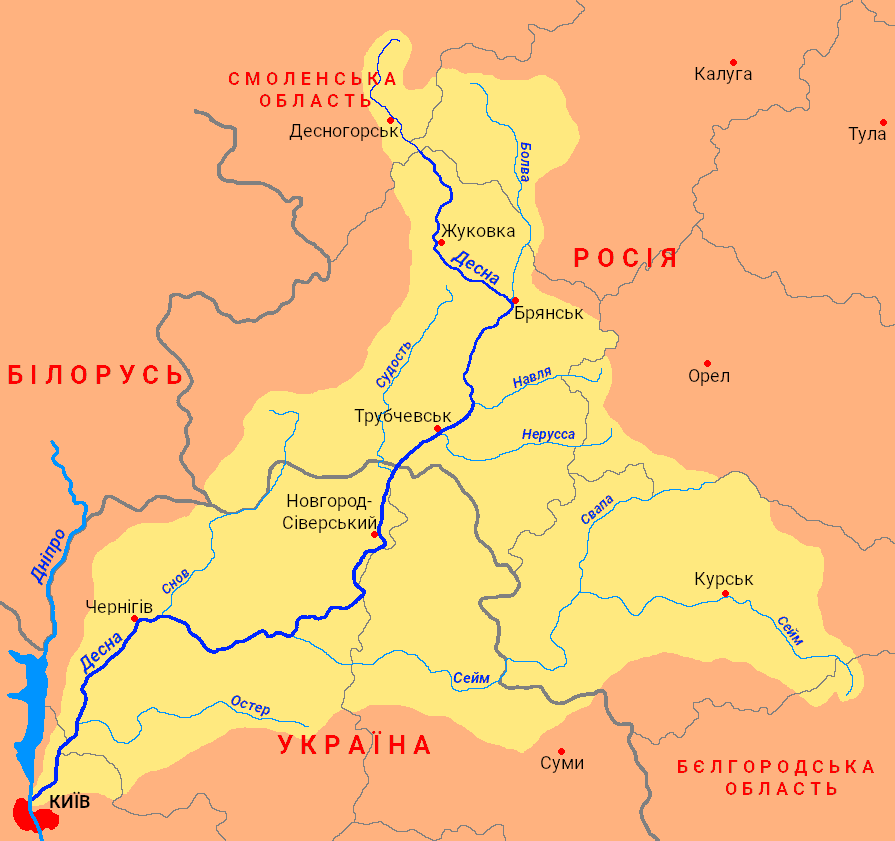
奧斯泰爾河位在德斯納河流域最下游（圖中左下）

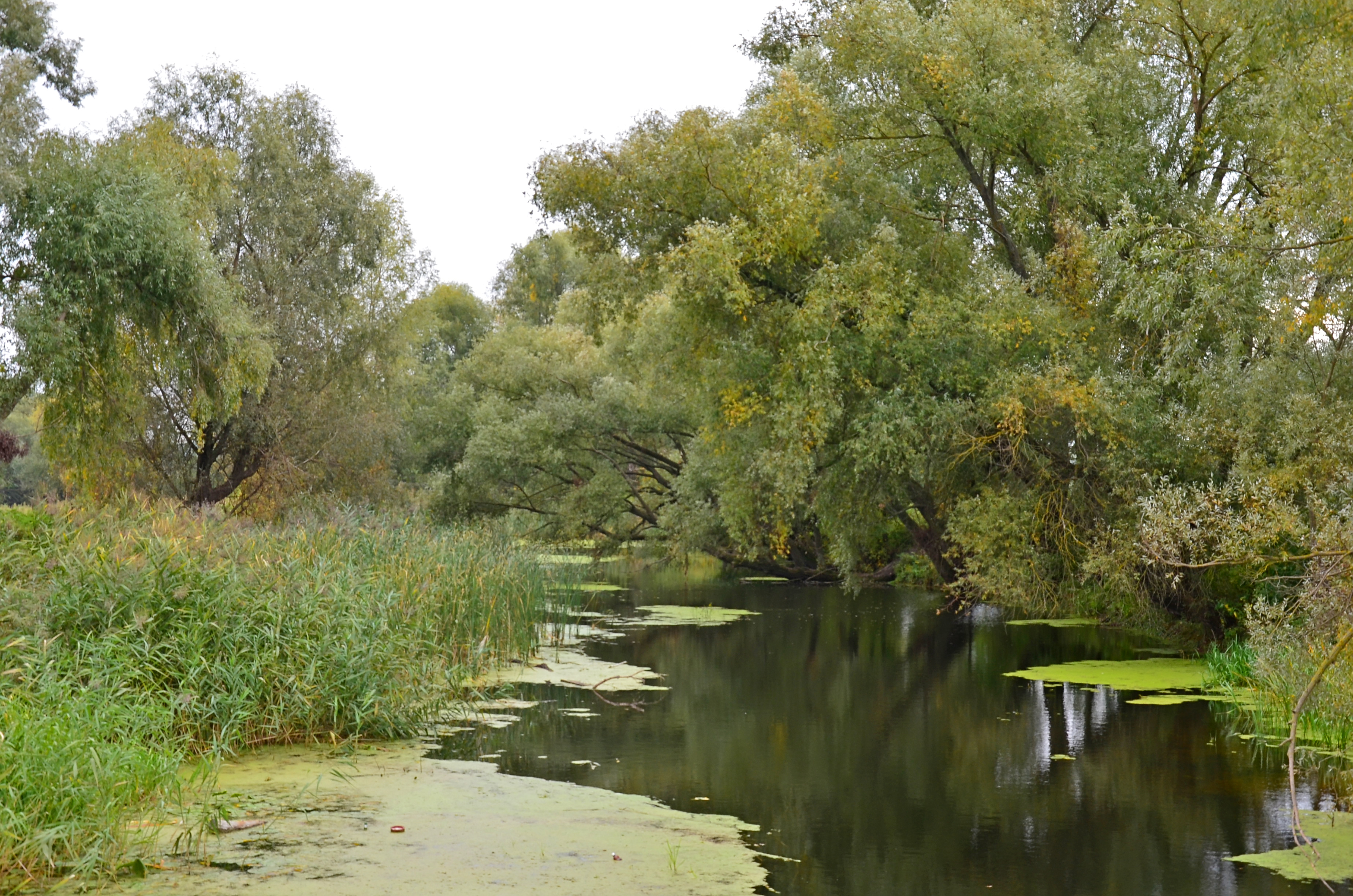
該河在城鎮奧斯泰爾一景

奧斯泰爾河（烏克蘭語：Остер）是烏克蘭北部切爾尼戈夫州境內的河流，屬於傑斯納河的左支流，河道全長199公里，流域面積2,950平方公里，河水主要來自融雪。

## 流域
該河流經尼任區和切爾尼希夫區。
流經城鎮如：
- 伊萬霍羅德
- 克魯特
- 尼任
- 諾西夫卡
- 科澤萊茨
- 奧斯泰爾

50°56′10″N 30°50′52″E / 50.936°N 30.8478°E